# 西萊斯特 (英國國會選區)

選區在拉特蘭和萊斯特郡的位置

西萊斯特（英語：Leicester West），英國國會一自治市選區，位於萊斯特郡萊斯特西部。
本區始設於1918年，1950年被撤，1974年恢復以來一直支持工黨的候選人。2010年至今的當區議員是工黨的利茲·肯德爾。她在2010年大選中以38.4%選票勝出該區首次當選。